# Коноплино (Старицкий район)
Коноплино́ — деревня в Старицком районе Тверской области. Относится к Ново-Ямскому сельскому поселению.
Расположена в 6 километрах к северо-востоку от районного центра Старица, на правом возвышенном берегу Волги при впадении в неё ручья Коржач. В 1 км к востоку — деревня Чукавино.

## История
В середине XIX века — владельческое сельцо Старицкого уезда Тверской губернии.
В 1835—1853 годах в Коноплино, в своем имении, жил и работал писатель И. И. Лажечников. Здесь, в гостях у Лажечникова, бывал В. Г. Белинский, Н. В. Станкевич и другие литераторы.

## Достопримечательности
- Усадьба Коноплино. Сохранился усадебный дом (отреставрирован), парк, старинный колодец. По состоянию на весну 2016 года территория усадьбы и барский дом находятся в частном владении, доступ на территорию закрыт.